# Corporal Clegg
Corporal Clegg és una cançó del grup de rock britànic Pink Floyd que apareix en el segon àlbum de la banda A Saucerful of Secrets de 1968. Fou escrita per Roger Waters i marca l'aparició de David Gilmour a la guitarra i a les veus, així com del kazoo. Curiosament l'inventor del kazoo es deia Thaddeus von Clegg, que porta el mateix nom que el caporal de la cançó.
Aquest tema també és interpretat per Nick Mason les estrofes He won it in the war, In orange red an blue, He's never been the same i From her majesty the queen. Aquesta interpretació va ser confirmada en una emissió de ràdio Rockline de 1992. És l'única peça on el bateria del grup canta, amb One of These Days, en la qual només recita una frase i a Scream Thy Last Scream, una composició inèdita de Syd Barrett.
Corporal Clegg és la primera composició de Roger Waters que evoca la Segona Guerra Mundial durant la qual va morir el seu pare. Evoca l'oblit en el qual va caure el caporal Clegg, que va perdre la cama al combat sense ser recompensat; l'única medalla la va trobar al zoo i l'alcoholisme aparent de la seva esposa (Missus Clegg, another drop of gin?).

## Crèdits
- David Gilmour - guitarra, veu, kazoo
- Richard Wright - teclats
- Roger Waters - baix
- Nick Mason - bateria, percussió i veu